# رازینو
رازینو (به لاتین: Razino) یک منطقهٔ مسکونی در روسیه است که در استان آستراخان واقع شده‌است.